# Jean-Baptiste Thibaut
Jean-Baptiste Thibaut AA (* 5. Oktober 1872 in Saint-Étienne; † 7. April 1937 in Lorgues) war ein französischer römisch-katholischer Priester und Ordensmann, Liturgiehistoriker und Musikwissenschaftler.

## Leben
Nach seiner Gymnasialausbildung in Grenoble trat Thibaut der Kongregation der Assumptionisten bei, studierte Philosophie in Jerusalem und Theologie in Kadıköy. 1900 wurde er im damaligen Konstantinopel zum katholischen Priester ordiniert und wirkte anschließend in Bulgarien und der Türkei, 1907–1914 in Russland. Nach Kriegsdienst im Ersten Weltkrieg war er 1920–1922 erneut in Kadiköy tätig, kehrte dann aber nach Frankreich zurück, wo er als Seelsorger und weiterhin wissenschaftlich tätig war. 1929 setzte er sich zur Ruhe; 1937 starb er nach langer Krankheit.

## Hauptwerke
- Monuments de la Notation Ekphonétique et Neumatique de l’Église Latine. Sankt Petersburg 1912.
- Monuments de la Notation Ekphonétique et Hagiopolitique de l’Église Grecque. Sankt Petersburg 1913.
- Ordre des Offices de la Semaine Sainte à Jérusalem du 4e au 10e siècle. Paris 1926.